# Australopitec
Els australopitecs (Australopithecus) són els primers gènere d'homínids que apareguere, probablement de la tribu biològica Australopithecini, però que es consideren separats del gènere Homo.

## Descobriment i recerca

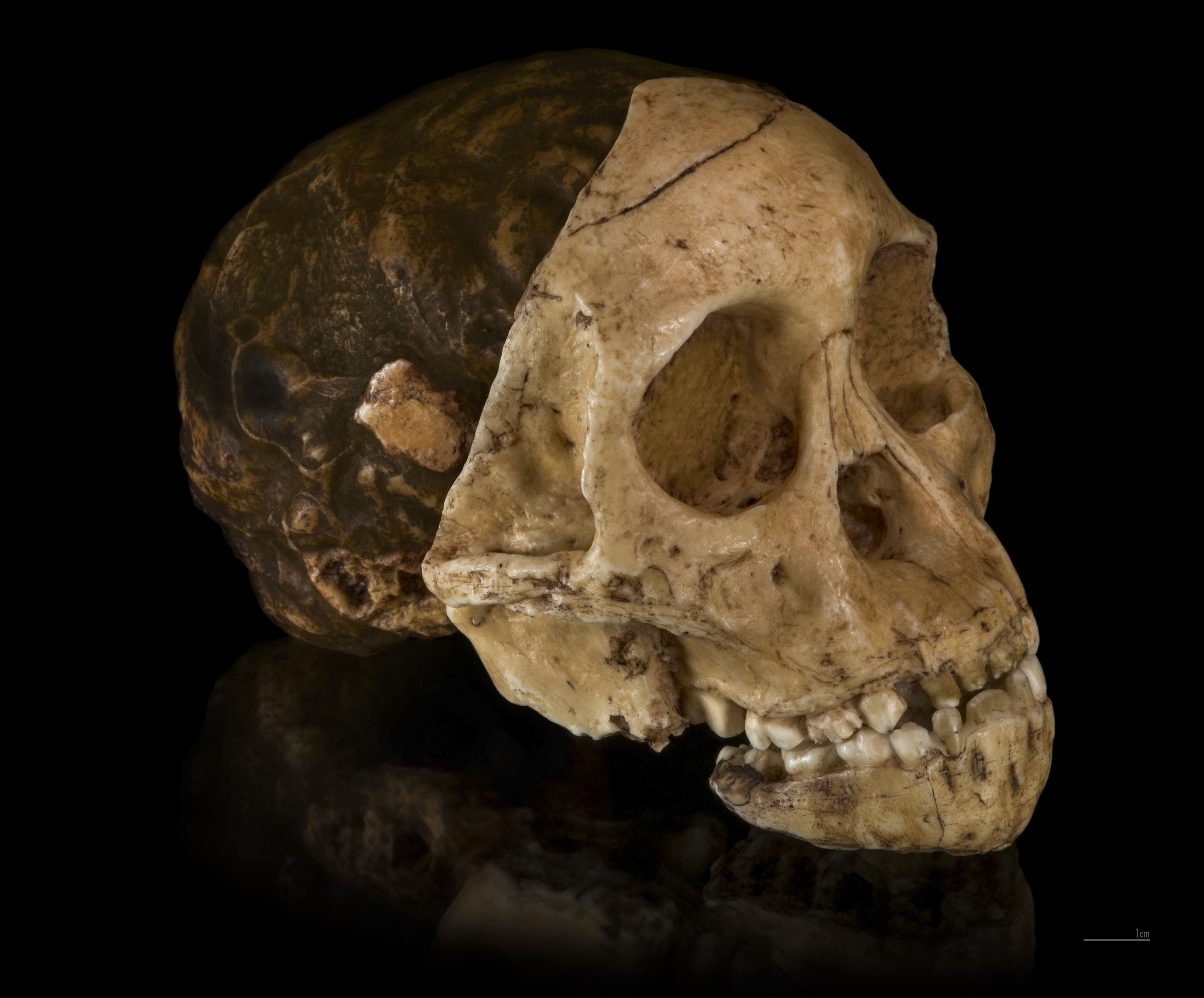
Model en tres parts: endocrani, cara i mandíbula, d'un exemplar d'Australopithecus africanus de 2,1 milions d'anys anomenat Nen de Taung, descobert a Sud-àfrica.

El primer exemplar d'australopitec, d'un primat bípede de tres anys (el Nen de Taung) va ser descobert en 1924 en una pedrera de calç a Taung, a Sud-àfrica i fou estudiat per l'anatomista australià Raymond Dart, que el va anomenar Australopithecus africanus. Dart es va adonar que el fòssil contenia característiques humanoides i va arribar a la conclusió que era un avantpassat humà primerenc. Més tard, el paleontòleg escocès Robert Broom i Dart es van proposar buscar més exemplars d'homínids primerencs i diverses restes més d'A. africanus en diferents jaciments. Inicialment, els antropòlegs eren en gran part hostils a la idea que aquests descobriments no eren altra cosa que simis, però això va canviar a finals de la dècada de 1940.
En 1950, el biòleg evolucionista Ernst Walter Mayr va dir que tots els simis bípedes s'havien de classificar en el gènere Homo, considerant canviar el nom d'australopitec a Homo transvaalensis, però l'opinió contraria adoptada per John T. Robinson el 1954, excloent els australopits d'Homo, es va convertir en la visió predominant., El primer fòssil d'australopitec descobert a l'est d'Àfrica va ser un crani d'A. boisei excavat per Mary Leakey el 1959 a la gorja d'Olduvai, a Tanzània. Des de llavors, la família Leakey ha continuat excavant el congost, descobrint més proves d'australopitecins, així com d'Homo habilis i Homo erectus. La comunitat científica va trigar 20 anys més a acceptar àmpliament l'australopitec com a membre de l'arbre genealògic humà.
El 1991, el paleoantropòleg Yoel Rak va assenyalar que Australopithecus afarensis probablement tenia un mode de locomoció propi, Les troballes paleontològiques indiquen un hàbitat que consistia principalment en boscos oberts i boscos en galeria, refutant la hipòtesi de la sabana inicial. En aquest hàbitat, segons la interpretació més recent, podria haver-se mantingut la forma de vida original dels grans simis amb estades freqüents als arbres, sobretot per dormir, i només ocasionalment caminar dret per terra. Els australopitec eren menys humans pel que fa a la seva locomoció del que es pensava inicialment però, els ossos del maluc i les articulacions del maluc probablement ja estaven tan ben adaptats per caminar dret que pujar als arbres era menys potent del que, per exemple, els ximpanzés que viuen avui en dia són capaços de fer.

## Evolució

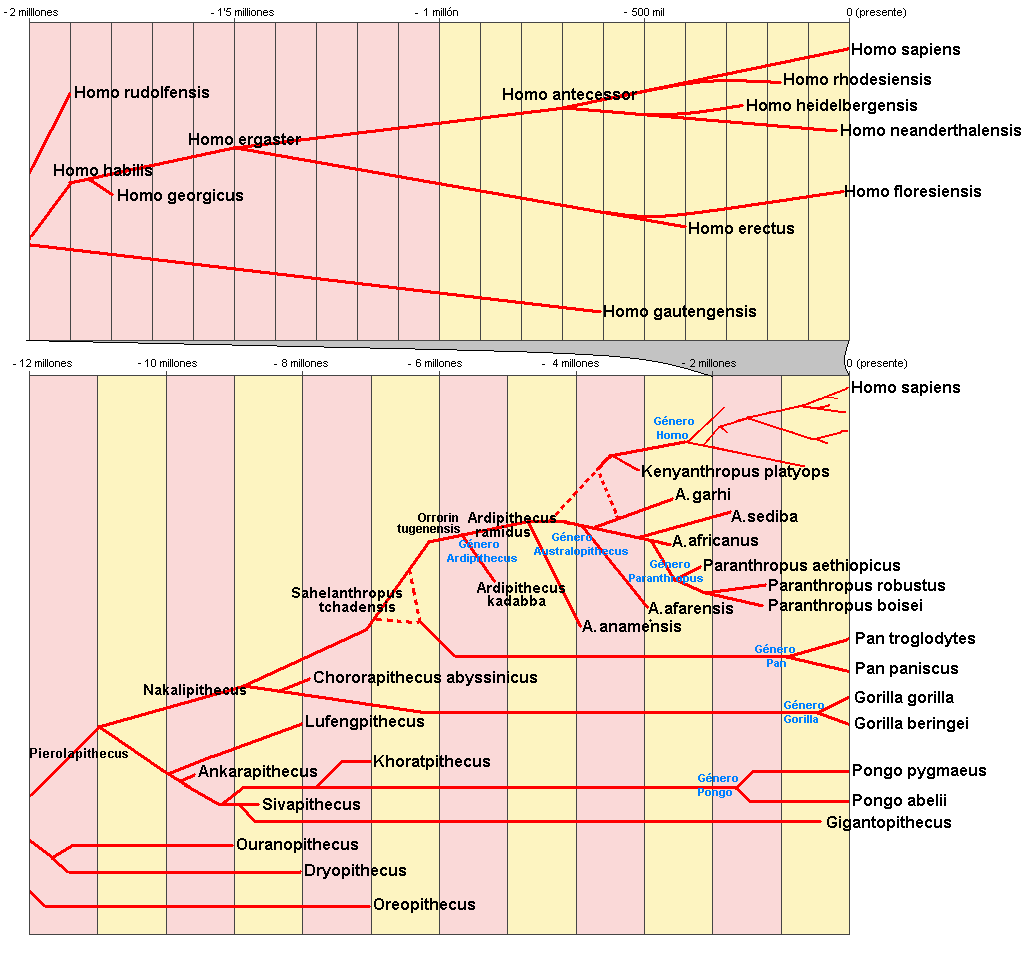
Filogènia de la família hominidae

Els gèneres Homo (que inclou humans moderns), Paranthropus i Kenyanthropus van evolucionar a partir d'algunes espècies d'Australopithecus. El que ells van aprendre, sobretot el fet de caminar amb dues cames, és el que ha permès després el desenvolupament de les espècies del gènere Homo, al qual pertanyen els éssers humans. Australopitec és un membre de la subfamília Australopithecinae, que de vegades també inclou l'ardipitec, encara que el terme australopitec s'utilitza de vegades per referir-se només als membres d'Australopithecus.
El registre fòssil sembla indicar que Australopithecus és ancestre de l'Homo i dels humans moderns. S'havia suposat que la mida gran del cervell havia estat un precursor del bipedisme, però el descobriment de l'Australopitec, amb un cervell petit però bipedalisme desenvolupat va alterar aquesta teoria però segueix sent una qüestió de controvèrsia sobre com va sorgir per primera vegada el bipedisme. Els avantatges del bipedisme eren que deixava les mans lliures per agafar objectes (per exemple, transportar menjar i cries) i permetia veure per sobre de les herbes altes possibles fonts d'aliment o depredadors. Els fòssils anteriors, com Orrorin tugenensis, indiquen bipedisme fa uns sis milions d'anys, al voltant de l'època de la divisió entre humans i ximpanzés indicada pels estudis genètics. Això suggereix que caminar erecte i amb les cames rectes es va originar com una adaptació a l'habitatge en els arbres. Els canvis importants a la pelvis i els peus ja s'havien produït abans de l'australopitec. S'havia suposat que els humans descendien d'un avantpassat que caminava sobre les falanges mitjanes de les mans, però això no està ben recolzat.
Australopithecus africanus probablement va evolucionar cap a Australopithecus sediba, que alguns científics creuen que podria haver evolucionat cap a Homo erectus, encara que això està molt discutit.
Arbre genealògic d'acord a un estudi de 2019:
|                            | Ardipitec                  |
|                            |                            |
| Australopithecus anamensis | Australopithecus afarensis |
|                            | Australopithecus afarensis |

|  | Paranthropus aethiopicus                                                      |
|  |                                                                               |
|  | \| \| Paranthropus boisei \| \| \| \| \| \| Paranthropus robustus \| \| \| \| |
|  |                                                                               |
|  | Paranthropus boisei                                                           |
|  |                                                                               |
|  | Paranthropus robustus                                                         |
|  |                                                                               |

|  | Paranthropus boisei   |
|  |                       |
|  | Paranthropus robustus |
|  |                       |

|  | Australopithecus sediba                                      |
|  |                                                              |
|  | \| \| Homo habilis \| \| \| \| \| \| Altres Homo \| \| \| \| |
|  |                                                              |
|  | Homo habilis                                                 |
|  |                                                              |
|  | Altres Homo                                                  |
|  |                                                              |

|  | Homo habilis |
|  |              |
|  | Altres Homo  |
|  |              |

|  | Australopithecus sediba                                      |
|  |                                                              |
|  | \| \| Homo habilis \| \| \| \| \| \| Altres Homo \| \| \| \| |
|  |                                                              |
|  | Homo habilis                                                 |
|  |                                                              |
|  | Altres Homo                                                  |
|  |                                                              |

|  | Homo habilis |
|  |              |
|  | Altres Homo  |
|  |              |

|  | Australopithecus sediba                                      |
|  |                                                              |
|  | \| \| Homo habilis \| \| \| \| \| \| Altres Homo \| \| \| \| |
|  |                                                              |
|  | Homo habilis                                                 |
|  |                                                              |
|  | Altres Homo                                                  |
|  |                                                              |

|  | Homo habilis |
|  |              |
|  | Altres Homo  |
|  |              |

|  | Australopithecus sediba                                      |
|  |                                                              |
|  | \| \| Homo habilis \| \| \| \| \| \| Altres Homo \| \| \| \| |
|  |                                                              |
|  | Homo habilis                                                 |
|  |                                                              |
|  | Altres Homo                                                  |
|  |                                                              |

|  | Homo habilis |
|  |              |
|  | Altres Homo  |
|  |              |

|  | Paranthropus aethiopicus                                                      |
|  |                                                                               |
|  | \| \| Paranthropus boisei \| \| \| \| \| \| Paranthropus robustus \| \| \| \| |
|  |                                                                               |
|  | Paranthropus boisei                                                           |
|  |                                                                               |
|  | Paranthropus robustus                                                         |
|  |                                                                               |

|  | Paranthropus boisei   |
|  |                       |
|  | Paranthropus robustus |
|  |                       |

|  | Australopithecus sediba                                      |
|  |                                                              |
|  | \| \| Homo habilis \| \| \| \| \| \| Altres Homo \| \| \| \| |
|  |                                                              |
|  | Homo habilis                                                 |
|  |                                                              |
|  | Altres Homo                                                  |
|  |                                                              |

|  | Homo habilis |
|  |              |
|  | Altres Homo  |
|  |              |

|  | Australopithecus sediba                                      |
|  |                                                              |
|  | \| \| Homo habilis \| \| \| \| \| \| Altres Homo \| \| \| \| |
|  |                                                              |
|  | Homo habilis                                                 |
|  |                                                              |
|  | Altres Homo                                                  |
|  |                                                              |

|  | Homo habilis |
|  |              |
|  | Altres Homo  |
|  |              |

|  | Australopithecus sediba                                      |
|  |                                                              |
|  | \| \| Homo habilis \| \| \| \| \| \| Altres Homo \| \| \| \| |
|  |                                                              |
|  | Homo habilis                                                 |
|  |                                                              |
|  | Altres Homo                                                  |
|  |                                                              |

|  | Homo habilis |
|  |              |
|  | Altres Homo  |
|  |              |

|  | Australopithecus sediba                                      |
|  |                                                              |
|  | \| \| Homo habilis \| \| \| \| \| \| Altres Homo \| \| \| \| |
|  |                                                              |
|  | Homo habilis                                                 |
|  |                                                              |
|  | Altres Homo                                                  |
|  |                                                              |

|  | Homo habilis |
|  |              |
|  | Altres Homo  |
|  |              |

|                            | Ardipitec                  |
|                            |                            |
| Australopithecus anamensis | Australopithecus afarensis |
|                            | Australopithecus afarensis |

|  | Paranthropus aethiopicus                                                      |
|  |                                                                               |
|  | \| \| Paranthropus boisei \| \| \| \| \| \| Paranthropus robustus \| \| \| \| |
|  |                                                                               |
|  | Paranthropus boisei                                                           |
|  |                                                                               |
|  | Paranthropus robustus                                                         |
|  |                                                                               |

|  | Paranthropus boisei   |
|  |                       |
|  | Paranthropus robustus |
|  |                       |

|  | Australopithecus sediba                                      |
|  |                                                              |
|  | \| \| Homo habilis \| \| \| \| \| \| Altres Homo \| \| \| \| |
|  |                                                              |
|  | Homo habilis                                                 |
|  |                                                              |
|  | Altres Homo                                                  |
|  |                                                              |

|  | Homo habilis |
|  |              |
|  | Altres Homo  |
|  |              |

|  | Australopithecus sediba                                      |
|  |                                                              |
|  | \| \| Homo habilis \| \| \| \| \| \| Altres Homo \| \| \| \| |
|  |                                                              |
|  | Homo habilis                                                 |
|  |                                                              |
|  | Altres Homo                                                  |
|  |                                                              |

|  | Homo habilis |
|  |              |
|  | Altres Homo  |
|  |              |

|  | Australopithecus sediba                                      |
|  |                                                              |
|  | \| \| Homo habilis \| \| \| \| \| \| Altres Homo \| \| \| \| |
|  |                                                              |
|  | Homo habilis                                                 |
|  |                                                              |
|  | Altres Homo                                                  |
|  |                                                              |

|  | Homo habilis |
|  |              |
|  | Altres Homo  |
|  |              |

|  | Australopithecus sediba                                      |
|  |                                                              |
|  | \| \| Homo habilis \| \| \| \| \| \| Altres Homo \| \| \| \| |
|  |                                                              |
|  | Homo habilis                                                 |
|  |                                                              |
|  | Altres Homo                                                  |
|  |                                                              |

|  | Homo habilis |
|  |              |
|  | Altres Homo  |
|  |              |

|  | Paranthropus aethiopicus                                                      |
|  |                                                                               |
|  | \| \| Paranthropus boisei \| \| \| \| \| \| Paranthropus robustus \| \| \| \| |
|  |                                                                               |
|  | Paranthropus boisei                                                           |
|  |                                                                               |
|  | Paranthropus robustus                                                         |
|  |                                                                               |

|  | Paranthropus boisei   |
|  |                       |
|  | Paranthropus robustus |
|  |                       |

|  | Australopithecus sediba                                      |
|  |                                                              |
|  | \| \| Homo habilis \| \| \| \| \| \| Altres Homo \| \| \| \| |
|  |                                                              |
|  | Homo habilis                                                 |
|  |                                                              |
|  | Altres Homo                                                  |
|  |                                                              |

|  | Homo habilis |
|  |              |
|  | Altres Homo  |
|  |              |

|  | Australopithecus sediba                                      |
|  |                                                              |
|  | \| \| Homo habilis \| \| \| \| \| \| Altres Homo \| \| \| \| |
|  |                                                              |
|  | Homo habilis                                                 |
|  |                                                              |
|  | Altres Homo                                                  |
|  |                                                              |

|  | Homo habilis |
|  |              |
|  | Altres Homo  |
|  |              |

|  | Australopithecus sediba                                      |
|  |                                                              |
|  | \| \| Homo habilis \| \| \| \| \| \| Altres Homo \| \| \| \| |
|  |                                                              |
|  | Homo habilis                                                 |
|  |                                                              |
|  | Altres Homo                                                  |
|  |                                                              |

|  | Homo habilis |
|  |              |
|  | Altres Homo  |
|  |              |

|  | Australopithecus sediba                                      |
|  |                                                              |
|  | \| \| Homo habilis \| \| \| \| \| \| Altres Homo \| \| \| \| |
|  |                                                              |
|  | Homo habilis                                                 |
|  |                                                              |
|  | Altres Homo                                                  |
|  |                                                              |

|  | Homo habilis |
|  |              |
|  | Altres Homo  |
|  |              |

|                            | Ardipitec                  |
|                            |                            |
| Australopithecus anamensis | Australopithecus afarensis |
|                            | Australopithecus afarensis |

|  | Paranthropus aethiopicus                                                      |
|  |                                                                               |
|  | \| \| Paranthropus boisei \| \| \| \| \| \| Paranthropus robustus \| \| \| \| |
|  |                                                                               |
|  | Paranthropus boisei                                                           |
|  |                                                                               |
|  | Paranthropus robustus                                                         |
|  |                                                                               |

|  | Paranthropus boisei   |
|  |                       |
|  | Paranthropus robustus |
|  |                       |

|  | Australopithecus sediba                                      |
|  |                                                              |
|  | \| \| Homo habilis \| \| \| \| \| \| Altres Homo \| \| \| \| |
|  |                                                              |
|  | Homo habilis                                                 |
|  |                                                              |
|  | Altres Homo                                                  |
|  |                                                              |

|  | Homo habilis |
|  |              |
|  | Altres Homo  |
|  |              |

|  | Australopithecus sediba                                      |
|  |                                                              |
|  | \| \| Homo habilis \| \| \| \| \| \| Altres Homo \| \| \| \| |
|  |                                                              |
|  | Homo habilis                                                 |
|  |                                                              |
|  | Altres Homo                                                  |
|  |                                                              |

|  | Homo habilis |
|  |              |
|  | Altres Homo  |
|  |              |

|  | Australopithecus sediba                                      |
|  |                                                              |
|  | \| \| Homo habilis \| \| \| \| \| \| Altres Homo \| \| \| \| |
|  |                                                              |
|  | Homo habilis                                                 |
|  |                                                              |
|  | Altres Homo                                                  |
|  |                                                              |

|  | Homo habilis |
|  |              |
|  | Altres Homo  |
|  |              |

|  | Australopithecus sediba                                      |
|  |                                                              |
|  | \| \| Homo habilis \| \| \| \| \| \| Altres Homo \| \| \| \| |
|  |                                                              |
|  | Homo habilis                                                 |
|  |                                                              |
|  | Altres Homo                                                  |
|  |                                                              |

|  | Homo habilis |
|  |              |
|  | Altres Homo  |
|  |              |

|  | Paranthropus aethiopicus                                                      |
|  |                                                                               |
|  | \| \| Paranthropus boisei \| \| \| \| \| \| Paranthropus robustus \| \| \| \| |
|  |                                                                               |
|  | Paranthropus boisei                                                           |
|  |                                                                               |
|  | Paranthropus robustus                                                         |
|  |                                                                               |

|  | Paranthropus boisei   |
|  |                       |
|  | Paranthropus robustus |
|  |                       |

|  | Australopithecus sediba                                      |
|  |                                                              |
|  | \| \| Homo habilis \| \| \| \| \| \| Altres Homo \| \| \| \| |
|  |                                                              |
|  | Homo habilis                                                 |
|  |                                                              |
|  | Altres Homo                                                  |
|  |                                                              |

|  | Homo habilis |
|  |              |
|  | Altres Homo  |
|  |              |

|  | Australopithecus sediba                                      |
|  |                                                              |
|  | \| \| Homo habilis \| \| \| \| \| \| Altres Homo \| \| \| \| |
|  |                                                              |
|  | Homo habilis                                                 |
|  |                                                              |
|  | Altres Homo                                                  |
|  |                                                              |

|  | Homo habilis |
|  |              |
|  | Altres Homo  |
|  |              |

|  | Australopithecus sediba                                      |
|  |                                                              |
|  | \| \| Homo habilis \| \| \| \| \| \| Altres Homo \| \| \| \| |
|  |                                                              |
|  | Homo habilis                                                 |
|  |                                                              |
|  | Altres Homo                                                  |
|  |                                                              |

|  | Homo habilis |
|  |              |
|  | Altres Homo  |
|  |              |

|  | Australopithecus sediba                                      |
|  |                                                              |
|  | \| \| Homo habilis \| \| \| \| \| \| Altres Homo \| \| \| \| |
|  |                                                              |
|  | Homo habilis                                                 |
|  |                                                              |
|  | Altres Homo                                                  |
|  |                                                              |

|  | Homo habilis |
|  |              |
|  | Altres Homo  |
|  |              |

|                            | Ardipitec                  |
|                            |                            |
| Australopithecus anamensis | Australopithecus afarensis |
|                            | Australopithecus afarensis |

|  | Paranthropus aethiopicus                                                      |
|  |                                                                               |
|  | \| \| Paranthropus boisei \| \| \| \| \| \| Paranthropus robustus \| \| \| \| |
|  |                                                                               |
|  | Paranthropus boisei                                                           |
|  |                                                                               |
|  | Paranthropus robustus                                                         |
|  |                                                                               |

|  | Paranthropus boisei   |
|  |                       |
|  | Paranthropus robustus |
|  |                       |

|  | Australopithecus sediba                                      |
|  |                                                              |
|  | \| \| Homo habilis \| \| \| \| \| \| Altres Homo \| \| \| \| |
|  |                                                              |
|  | Homo habilis                                                 |
|  |                                                              |
|  | Altres Homo                                                  |
|  |                                                              |

|  | Homo habilis |
|  |              |
|  | Altres Homo  |
|  |              |

|  | Australopithecus sediba                                      |
|  |                                                              |
|  | \| \| Homo habilis \| \| \| \| \| \| Altres Homo \| \| \| \| |
|  |                                                              |
|  | Homo habilis                                                 |
|  |                                                              |
|  | Altres Homo                                                  |
|  |                                                              |

|  | Homo habilis |
|  |              |
|  | Altres Homo  |
|  |              |

|  | Australopithecus sediba                                      |
|  |                                                              |
|  | \| \| Homo habilis \| \| \| \| \| \| Altres Homo \| \| \| \| |
|  |                                                              |
|  | Homo habilis                                                 |
|  |                                                              |
|  | Altres Homo                                                  |
|  |                                                              |

|  | Homo habilis |
|  |              |
|  | Altres Homo  |
|  |              |

|  | Australopithecus sediba                                      |
|  |                                                              |
|  | \| \| Homo habilis \| \| \| \| \| \| Altres Homo \| \| \| \| |
|  |                                                              |
|  | Homo habilis                                                 |
|  |                                                              |
|  | Altres Homo                                                  |
|  |                                                              |

|  | Homo habilis |
|  |              |
|  | Altres Homo  |
|  |              |

|  | Paranthropus aethiopicus                                                      |
|  |                                                                               |
|  | \| \| Paranthropus boisei \| \| \| \| \| \| Paranthropus robustus \| \| \| \| |
|  |                                                                               |
|  | Paranthropus boisei                                                           |
|  |                                                                               |
|  | Paranthropus robustus                                                         |
|  |                                                                               |

|  | Paranthropus boisei   |
|  |                       |
|  | Paranthropus robustus |
|  |                       |

|  | Australopithecus sediba                                      |
|  |                                                              |
|  | \| \| Homo habilis \| \| \| \| \| \| Altres Homo \| \| \| \| |
|  |                                                              |
|  | Homo habilis                                                 |
|  |                                                              |
|  | Altres Homo                                                  |
|  |                                                              |

|  | Homo habilis |
|  |              |
|  | Altres Homo  |
|  |              |

|  | Australopithecus sediba                                      |
|  |                                                              |
|  | \| \| Homo habilis \| \| \| \| \| \| Altres Homo \| \| \| \| |
|  |                                                              |
|  | Homo habilis                                                 |
|  |                                                              |
|  | Altres Homo                                                  |
|  |                                                              |

|  | Homo habilis |
|  |              |
|  | Altres Homo  |
|  |              |

|  | Australopithecus sediba                                      |
|  |                                                              |
|  | \| \| Homo habilis \| \| \| \| \| \| Altres Homo \| \| \| \| |
|  |                                                              |
|  | Homo habilis                                                 |
|  |                                                              |
|  | Altres Homo                                                  |
|  |                                                              |

|  | Homo habilis |
|  |              |
|  | Altres Homo  |
|  |              |

|  | Australopithecus sediba                                      |
|  |                                                              |
|  | \| \| Homo habilis \| \| \| \| \| \| Altres Homo \| \| \| \| |
|  |                                                              |
|  | Homo habilis                                                 |
|  |                                                              |
|  | Altres Homo                                                  |
|  |                                                              |

|  | Homo habilis |
|  |              |
|  | Altres Homo  |
|  |              |

Les espècies del gènere Australopitec es distingeixen entre si i dels avantpassats dels ximpanzés actuals principalment per les diferents superfícies de mastegar de les seves dents, la forma de l'arc zigomàtic i els punts d'unió del múscul temporal emprat com a múscul de la masticació. Altres característiques distintives son l'estructura de la columna vertebral, la pelvis i les articulacions del maluc.

## Classificació
El gènere australopitec és un tàxon parafilètic del qual, segons el coneixement actual, van sorgir els gèneres parantrop i homo. Segons la cladística, els grups no han de ser parafilètics, però la resolució d'aquest problema provocaria grans ramificacions en la nomenclatura de totes les espècies descendents, i les possibilitats suggerides han estat canviar el nom d'Homo sapiens a Australopithecus sapiens (o fins i tot Pan sapiens), o traslladar algunes espècies d'Australopitec a nous gèneres.
Les espècies inclouen A. garhi, A. africanus, A. sediba, A. afarensis, A. anamensis, A. bahrelghazali i A. deyiremeda. Hi ha debat sobre si A. anamensis i A. afarensis siguin espècies germanes que se succeeixen com a resultat de l'anagènesi, o si algunes espècies d'Australopitec s'han de reclassificar en nous gèneres, o si Parantrop i Kenyantrop són sinònims d'Australopitec, en part a causa de la inconsistència taxonòmica. Amb la incorporació dels gèneres Homo, Kenyantrop i Parantrop al gènere Australopitec, la taxonomia es troba amb algunes dificultats, ja que el nom de les espècies incorpora el seu gènere. El 2002 i de nou el 2007, Cele-Conde et al. va suggerir que A. africanus es traslladés a Parantrop. Sobre la base de l'evidència craniodental, Strait i Grine (2004) suggereixen que A. anamensis i A. garhi s'haurien d'assignar a nous gèneres. Es debat si A. bahrelghazali hauria de considerar-se simplement una variant occidental d'A. afarensis en comptes d'una espècie separada.

## Anatomia

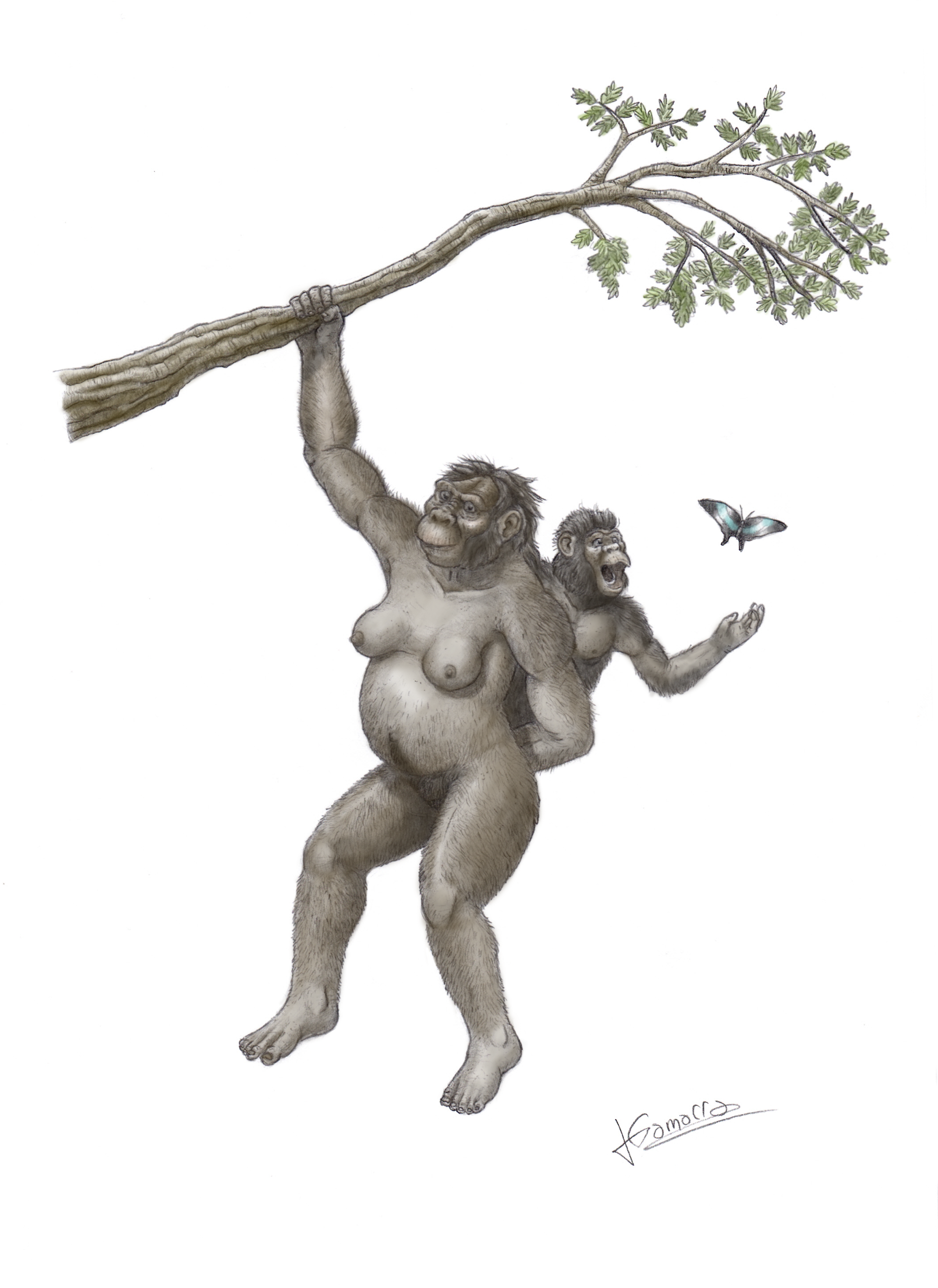
Recreació d'una femella d'Australopithecus afarensis amb el seu nadó.

Els Australopitec eren homínids de complexió dèbil i de petita estatura (menys d'1,5 metres) amb mans llargues i fines. La volta craniana estava molt deprimida i presentava una acusada constricció postorbital; llur cara s'avançava a manera de musell, amb una mandíbula robusta i un mentó fugisser, que en conjunt els feia més semblants als simis que a l'home. El volum endocranial mitjà era de 466 cc (en els goril·les oscil·la entre 340 i 750 cc i en els ximpanzés entre 300 i 500 cc), encara que amb relació a la seva estatura els australopitecs presentaven una capacitat craniana superior a la dels ximpanzés, mentre que alguns exemplars posteriors d'australopits tenen un volum endocranial més gran que el d'alguns fòssils de l'Homo primerenc. Hi havia altres coses que els distingien: el visatge no sobresurt tant, es percep menys el rodet supraorbitari; l'occipital té una morfologia hominoide; les incisives estan implantades verticalment; la primera molar de llet presenta aspecte similar a l'ésser humà; les canines són petites; en general la dentadura té prou similitud amb la humana sense ser idèntica.
És possible que presentessin un grau considerable de dimorfisme sexual, sent els mascles més grans que les femelles. A les poblacions humanes modernes, els mascles són de mitjana un 15% més grans que les femelles, mentre que a Australopitec, els mascles podrien ser fins a un 50% més grans que les femelles segons algunes estimacions. No obstant això, el grau de dimorfisme sexual es debat a causa de la naturalesa fragmentària de les restes d'australopit. Un article troba que A. afarensis tenia un nivell de dimorfisme proper als humans moderns. Un punt important per a distingir-los dels antropoïdeus és que caminaven alçats, encara que no tant com els homes més evolucionats. Havien, però, prescindit totalment de les seves extremitats anteriors per a desplaçar-se, tal com es dedueix dels ossos de les extremitats, de la posició avançada de l'orifici occidental a la cara inferior del crani i de la morfologia de la pelvis; l'os ilíac, baix i ample, mostra una forma similar a la de l'home modern i difereix clarament del dels antropoïdeus.

## Dieta
L'australopitec era omnívor i vivia a planes i pujols amb roques abundoses i la vora de l'aigua. Els primers australopitecs eren molt semblants a certes espècies de mones i només mesuraven un metre; Lucy, una femella trobada a la dècada de 1970 que probablement morí menjada per un cocodril, pujava pels arbres amb habilitat però ja no era estrictament una mona. Les últimes troballes daten de fa un milió i mig d'anys.
Es creu que les espècies d'australopitec menjaven fonamentalment fruita, verdura i tubercles, i potser animals fàcils d'atrapar com els sargantanes petites. Moltes investigacions s'han centrat en comparar les espècies sud-africanes A. africanus i P. robustus. Les primeres anàlisis de microdesgast dental en aquestes dues espècies van mostrar que A. africanus tenia menys microdesgast i més rascades en comparació amb P. robustus. Els patrons de microdesgast a les dents de A. afarensis i A. anamensis indiquen que A. afarensis menjava predominantment fruita i fulles, mentre que A. anamensis a més de fruits i fulles incloïa herbes i llavors. L'engrossiment de l'esmalt en els australopits pot haver estat una resposta a menjar més aliments lligats a la terra com tubercles, fruits secs i grans de cereals amb brutícia granulosa i altres petites partícules que desgastarien l'esmalt. Els australopits gràcils tenien incisius més grans, la qual cosa indica que esquinçar el menjar era important, potser per menjar carn que descobrissin, però els patrons de desgast a les dents donen suport a una dieta majoritàriament herbívora.
S'han trobat fòssils d'ossos d'animals sacrificats fa 3,4 milions d'anys a prop de regions on es van trobar fòssils d'australopitec a Etiòpia, i al jaciment de Gona a Etiòpia es van trobar ossos d'animals amb marques de carnisseria de fa 2,6 milions d'anys. Estudis de les proporcions estronci/calci en fòssils d'australopitec sugereixen la possibilitat de consum de carn d'almenys una de les tres espècies d'homínids presents al voltant d'aquesta època: A. africanus, A. garhi i/o P. aethiopicus. A la primeria es pensà que eren caníbals, però ara es creu que en realitat foren víctimes d'una subespècie derivada d'ells mateixos però més evolucionada, que exercí l'hegemonia i caçà l'australopitec antic per a alimentar-se.

## Tecnologia
Es debat si la mà d'australopitec era anatòmicament capaç de produir eines de pedra. Australopithecus garhi s'ha associat amb grans ossos de mamífers amb proves de processament per eines de pedra, que poden indicar la producció d'eines doncs s'han descobert eines de pedra que daten de la mateixa època que A. garhi (uns 2,6 milions d'anys) als propers jaciments de Gona i Ledi-Geraru, però l'aparició d'Homo a Ledi-Geraru (LD 350-1) posa en dubte l'autoria dels australopitec.
Al jaciment de Dikaka es van trobar marques de tall que dataven de 3,4 milions d'anys en una pota de bòvid, que van ser atribuïdes a carnisseria per Australopithecus afarensis, però com el fòssil prové d'una pedra arenisca modificada per l'abrasió durant el procés de fossilització, i l'atribució a carnisseria és dubtosa. Australopithecus afarensis és uns 500.000 anys més antic que les eines més antigues conegudes, i no hi ha troballes d'eines confirmades per a Australopithecus africanus, en canvi, s'han descobert tant eines de pedra de tipus Olduvaià com ossos amb puntes gastades, possiblement utilitzats per excavar o pescar tèrmits, associats a fòssils de parantrop. La cultura Lomekwi al llac Turkana amb una data de 3,3 milions d'anys és atribuïble a Kenyantrop o a Australopithecus deyiremeda.